# Bouilh-Péreuilh
Bouilh-Péreuilh (okzitanisch Bolh Darrèr e Perulh) ist eine französische Gemeinde mit 121 Einwohnern (Stand 1. Januar 2022) im Département Hautes-Pyrénées in der Region Okzitanien (vor 2016: Midi-Pyrénées). Sie gehört zum Arrondissement Tarbes und zum Kanton Les Coteaux.
Die Einwohner werden Bouilhots und Bouilhottes genannt.

## Geographie
Bouilh-Péreuilh liegt am Estéous, circa zwölf Kilometer nordöstlich von Tarbes in dessen Einzugsbereich (Aire urbaine) in der historischen Provinz Bigorre.
Umgeben wird Bouilh-Péreuilh von den neun Nachbargemeinden:
| Castéra-Lou           | Peyrun                                      |            |
| Soréac Louit          | Kompassrose, die auf Nachbargemeinden zeigt | Jacque     |
| Collongues Pouyastruc | Castelvieilh                                | Marseillan |

## Einwohnerentwicklung
Mit der Vereinigung der beiden Gemeinden erreichte die Größe einen Höchststand von rund 330. In der Folgezeit sank die Zahl der Einwohner bei kurzen Erholungsphasen bis zu den 1970er Jahren auf rund 85, bevor sie sich auf einem Niveau von rund 90 Einwohnern stabilisierte.
| Jahr      | 1962 | 1968 | 1975 | 1982 | 1990 | 1999 | 2006 | 2011 | 2022 |
| --------- | ---- | ---- | ---- | ---- | ---- | ---- | ---- | ---- | ---- |
| Einwohner | 88   | 84   | 84   | 93   | 90   | 88   | 89   | 102  | 121  |

## Sehenswürdigkeiten

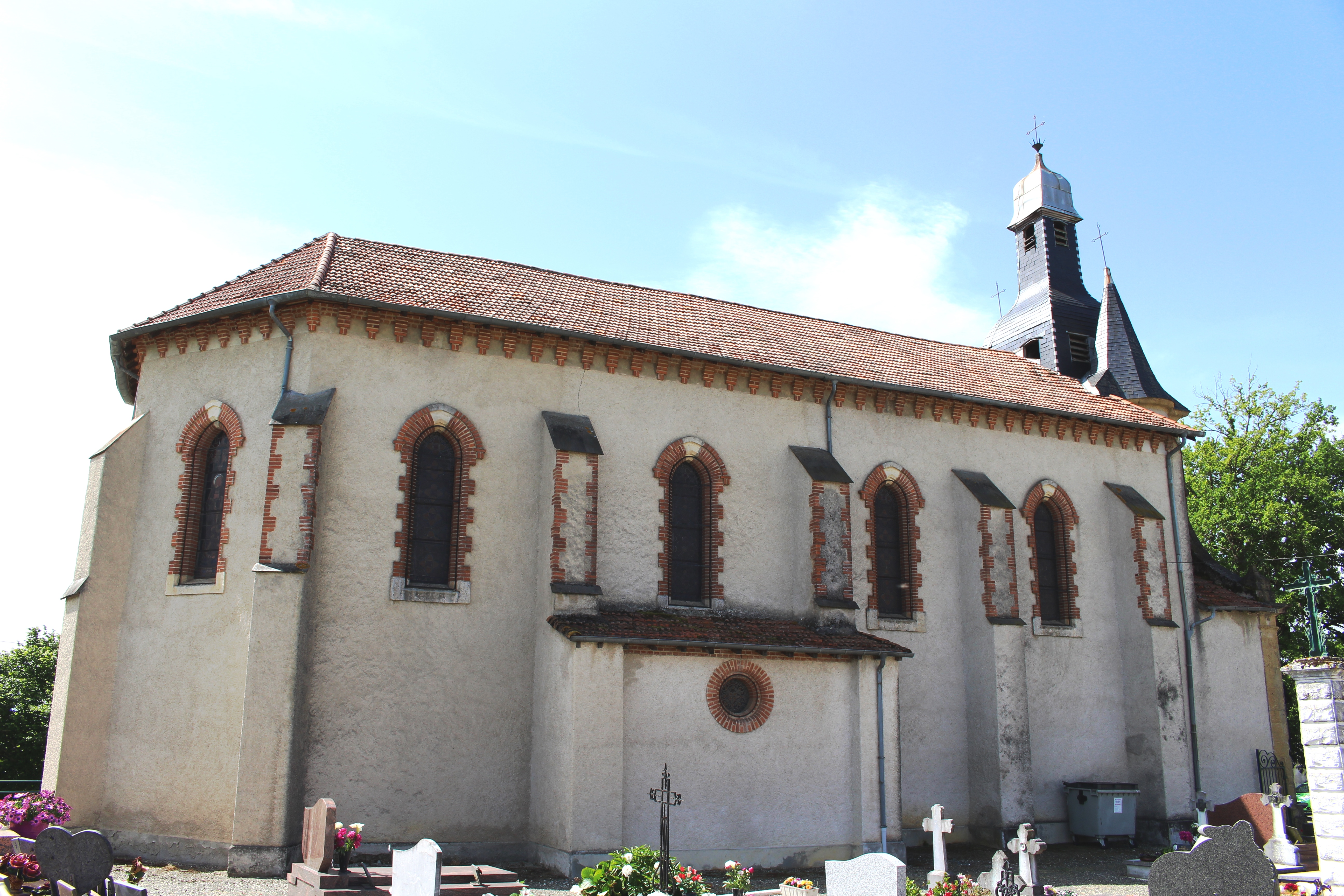
Pfarrkirche Saint-Martin
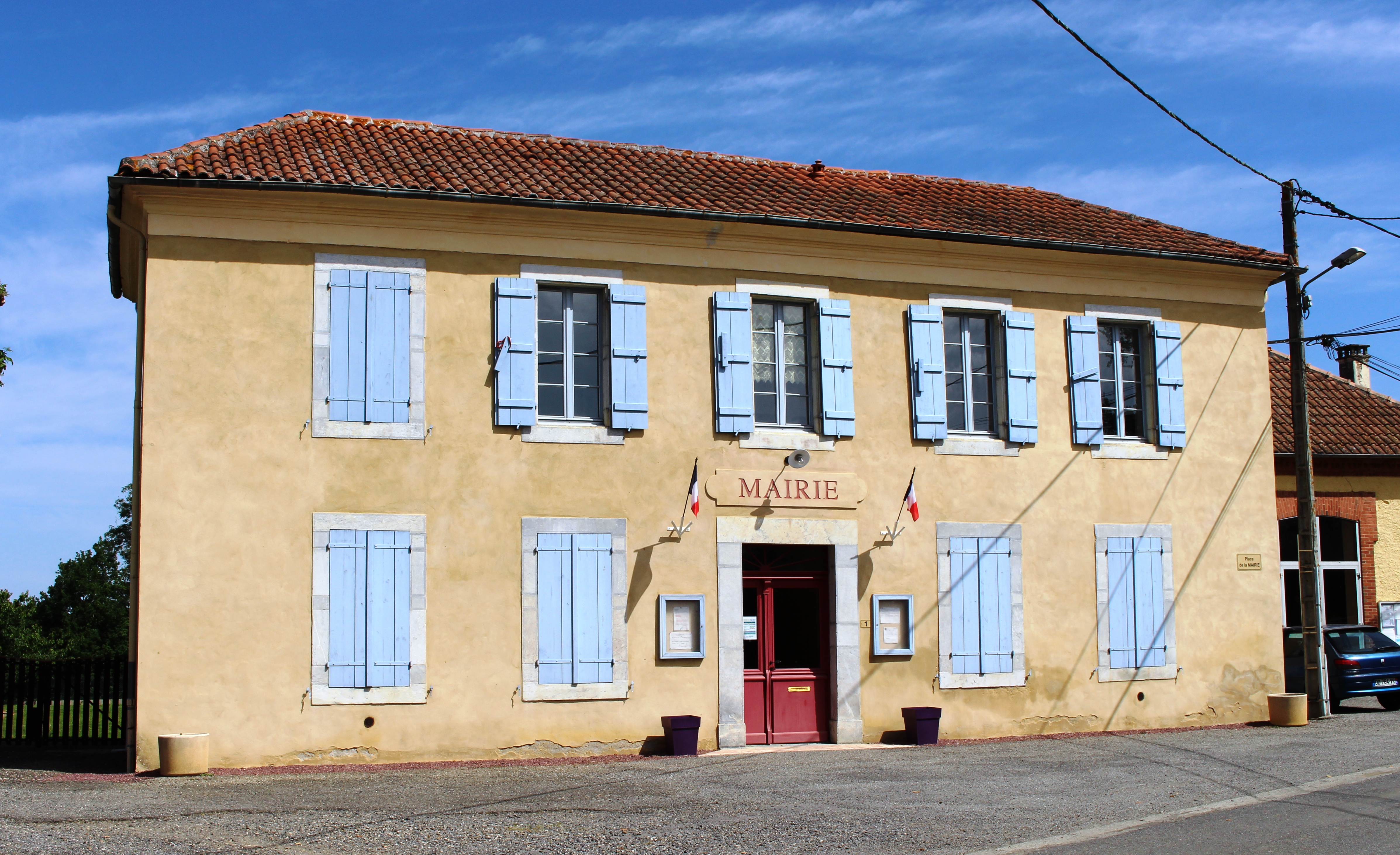
Rathaus (mairie)
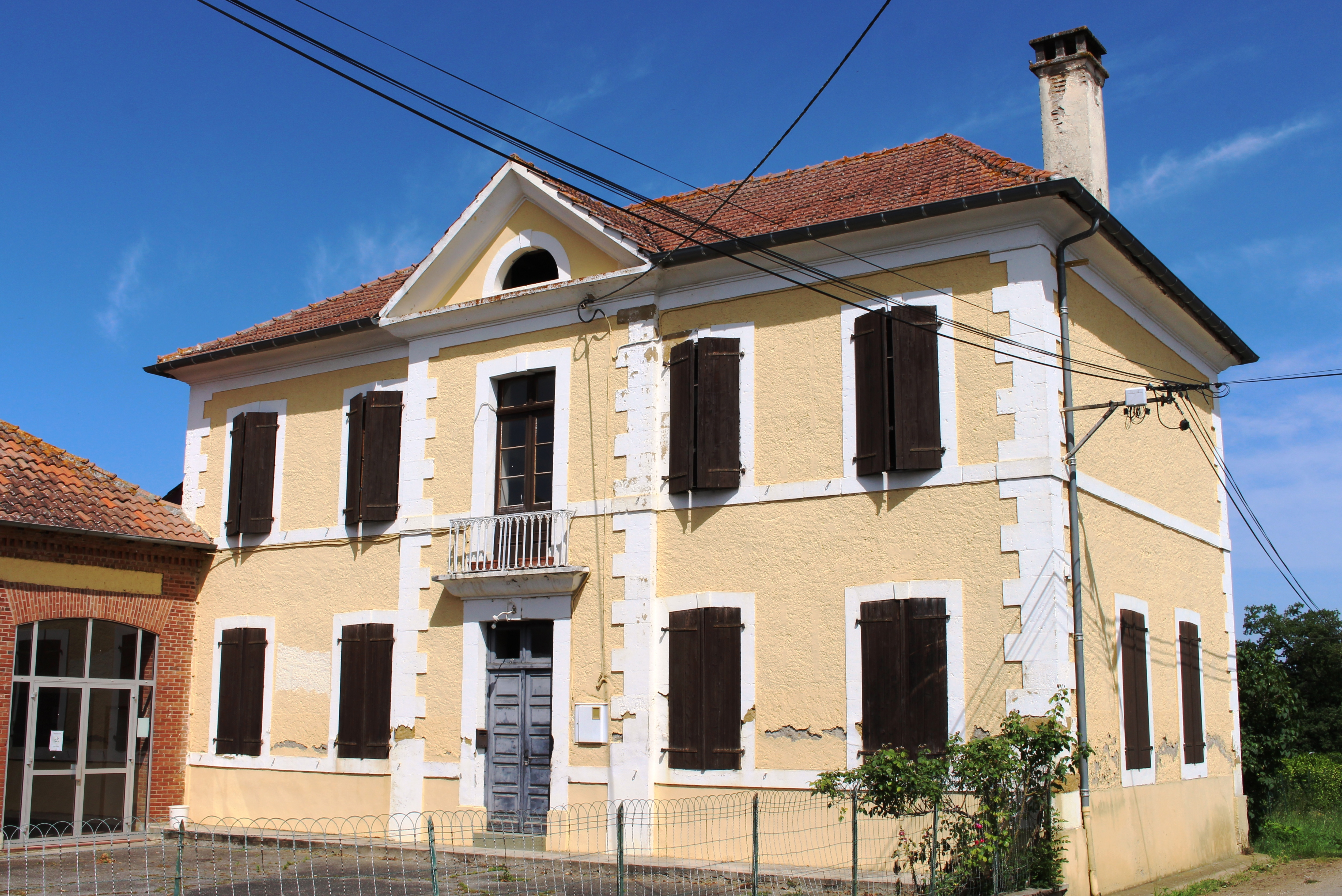
Schule
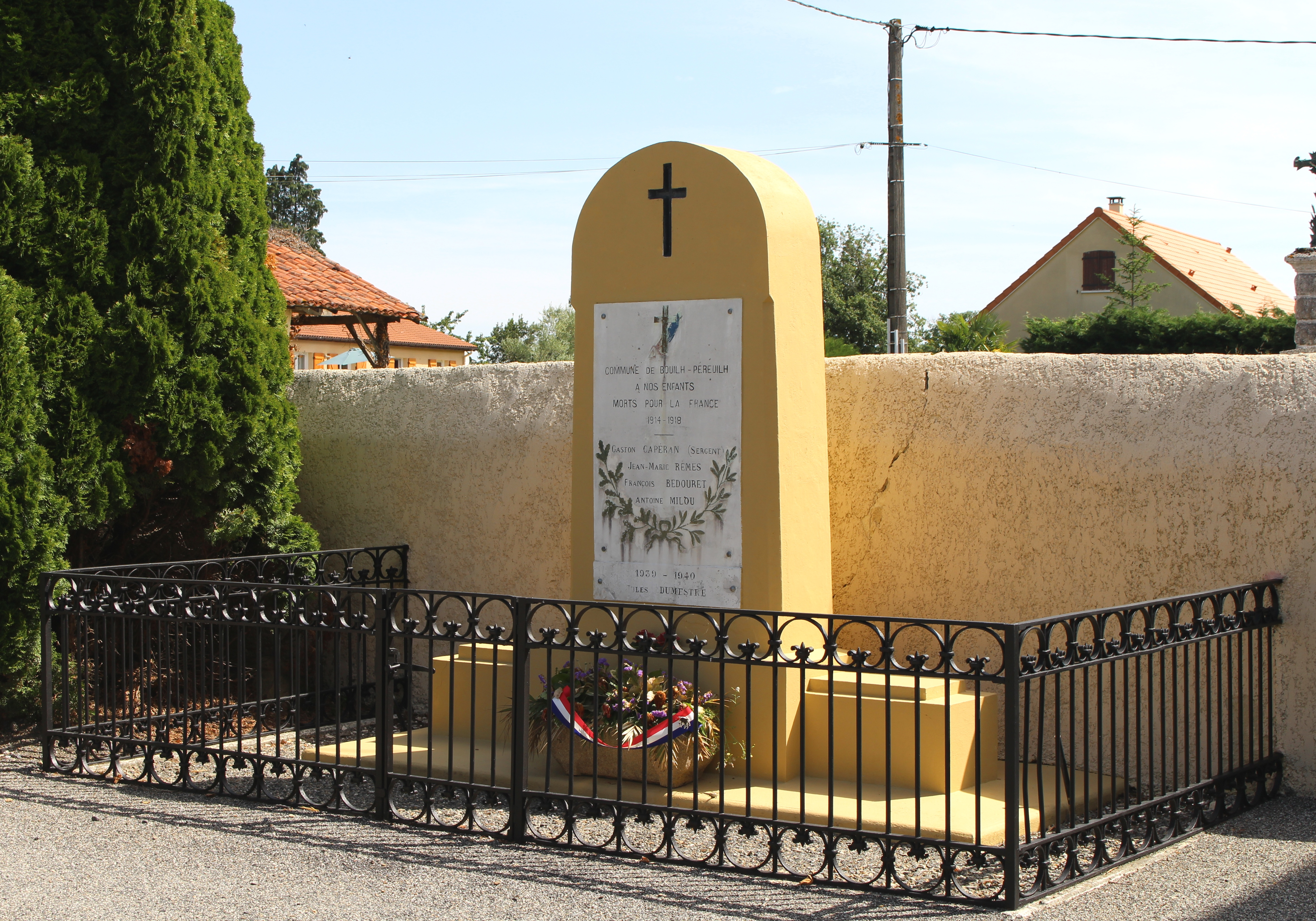
Gefallenendenkmal

- Pfarrkirche Saint-Martin
- Rathaus (mairie)
- Schule
- Gefallenendenkmal

## Wirtschaft und Infrastruktur
```
Bouilh-Péreuilh liegt in den Zonen 
AOC
 der Schweinerasse 
Porc noir de Bigorre
 und des Schinkens 
Jambon noir de Bigorre
.
[
5
]
```

### Verkehr
Bouilh-Péreuilh ist erreichbar über die Routes départementales 2, 45, 89 und 289.